# Takefumi Tōma
Takefumi Tōma (japanisch 當間 建文 Tōma Takefumi; * 21. März 1989 in der Präfektur Okinawa) ist ein ehemaliger japanischer Fußballspieler.

## Karriere
Tōma erlernte das Fußballspielen in der Schulmannschaft der Tokai University Daigo High School. Seinen ersten Vertrag unterschrieb er 2007 bei Kashima Antlers. Der Verein spielte in der höchsten Liga des Landes, der J1 League. Für den Verein absolvierte er drei Erstligaspiele. 2012 wechselte er zum Zweitligisten Tochigi SC. Für den Verein absolvierte er 59 Ligaspiele. 2014 wechselte er zum Ligakonkurrenten Montedio Yamagata. Am Ende der Saison 2014 stieg der Verein in die J1 League auf. Für den Verein absolvierte er 49 Ligaspiele. 2016 wechselte er zum Zweitligisten Matsumoto Yamaga FC. 2018 wurde er mit dem Verein Meister der J2 League und stieg in die J1 League auf. Für den Verein absolvierte er 55 Ligaspiele. Im August 2019 wechselte er zum Zweitligisten FC Gifu. Für den Verein absolvierte er 14 Ligaspiele. Ende 2019 beendete er seine Karriere als Fußballspieler.

## Erfolge
Kashima Antlers
- J1 League

Meister: 2007, 2008, 2009
- J.League Cup

Sieger: 2011
- Kaiserpokal

Sieger: 2007, 2010
Montedio Yamagata
- Kaiserpokal

Finalist: 2014